# Автобусная авария в Венеции
Авария автобуса в Венеции — крупное дорожно-транспортное происшествие, в районе Местре, расположенном в итальянской Венеции, произошедшее вечером 3 октября 2023 года в результате падения автобуса на железнодорожные пути. В автокатастрофе погиб 21 человек и 15 пострадали.

## Происшествие
Автокатастрофа произошла вечером 3 октября 2023 года в 19:38 по местному времени. Автобус, принадлежащий автокомпании «La Linea», перевозил 35 туристов от площади Пьяццале Рома  в центре Венеции к кемпингу в районе Маргера. По словам очевидцев, автобус проехал около 50 метров по автомобильному мосту, ведущему из Местре в Маргеру, а затем, протаранив ограждение, упал с 15-метровой высоты на железнодорожные пути и загорелся.

## Погибшие и пострадавшие
| Гражданство | Погибшие | Пострадавшие |
| ----------- | -------- | ------------ |
| Украина     | 9        | 6            |
| Румыния     | 4        | -            |
| Германия    | 3        | 2            |
| Португалия  | 2        | -            |
| Хорватия    | 1        | 1            |
| Италия      | 1        |              |
| ЮАР         | 1        |              |
| Испания     |          | 2            |
| Австрия     |          | 1            |
| ОАЭ         |          | 1            |
| Франция     |          | 1            |
| Россия      |          | 1            |
| Всего       | 21       | 15           |

Из 36 человек, находившихся в автобусе, 21 пассажир, в том числе трое детей погибли, ещё 15 получили ранения, 9 из них находятся в тяжёлом состоянии. Среди погибших и пострадавших — граждане Украины, Румынии, Германии, Португалии, Хорватии, Франции, Австрии, Испании, Объединённых Арабских Эмиратов, Южно-Африканской Республики и России. Единственным гражданином Италии, погибшим в автокатастрофе, является 40-летний водитель автобуса Альберто Риццотто, имевший семилетний стаж.

## Причины катастрофы
Первоначально СМИ сообщали, что автобус был заправлен метаном и, задев линии электропередач при падении, загорелся. Компания, владеющая автобусом, заявила, что транспорт весом 13 тонн и возрастом менее года был электрическим. Командующий пожарной бригады, приехавшей за место происшествия, сообщил СМИ, что пожар был вызван аккумуляторами автобуса. 

## Реакция
Мэр Венеции Луиджи Бруньяро назвал это событие «апокалиптическим». В городе был объявлен официальный траур, на административных зданиях по всему региону были приспущены флаги в память о трагедии. Венецианский патриарх Франческо Моралья совершил богослужение на месте катастрофы. 4 октября парламент Италии почтил минутой молчания память жертв аварии.
Соболезнования в связи с автокатастрофой выразили председатель Совета министров Италии Джорджа Мелони, президент Италии Серджо Маттарелла, президент Франции Эмманюэль Макрон, министр иностранных дел Германии Анналена Бербок, председатель Европейского совета Шарль Мишель, председатель Европейской комиссии Урсула фон дер Ляйен.